# Garantilagen
Garantilagen är den 13 maj 1871 utfärdade lag (it. Legge sulle prerogative del summo pontifice), varigenom italienska staten efter Roms erövring sökte reglera påvens nya ställning inom det italienska samhället samt ange grunddragen för förhållandet mellan stat och kyrka i Italien. Lagen upphävdes sedan Lateranfördraget slutits 11 februari 1929.
Garantilagen förkastades formligen av påven Pius IX genom encyklikan av 15 maj 1871 och hade inte folkrättslig karaktär, utan var en inre italiensk lagstiftningsakt.
Enligt denna lag erkändes påvens personliga okränkbarhet och straffrihet; i fråga om hedersbetygelser tillerkändes honom samma förmåner, som gavs honom av utländska katolska suveräner, varjämte han hade rätt att hålla egen livvakt. Exterritoriell ställning garanterades åt de påvliga palatsen (Vatikanen, Lateranen och Villa San Gandolfo). Ingen italiensk tjänsteman fick där utan påvligt bemyndigande intränga, och liknande undantagsställning garanterades även uppehållsorterna för konklav och allmänt kyrkomöte (ekumeniskt koncilium). De påvliga palatsen, museerna och biblioteken var enligt lagen skattefria, och påven hade kostnadsfri post- och telegrafförbindelse med alla katolska biskopar, utländska regeringar o.s.v., varjämte på italienska statens bekostnad en telegrafstation med påvliga tjänstemän upprättades i Vatikanen. Brev och telegram till och från påven åtnjöt vid befordran samma företrädesrättigheter som kungens och italienska myndigheters skrivelser. 
Påven hade också rätt att utsända och emotta diplomatiska sändebud, vilka i allt var likställda med de utländska sändebud, som ackrediterats vid italienska hovet. Åt påven anslog lagen dessutom ett fast och oförytterligt årsanslag på 3 225 000 lire. Utom dessa bestämmelser, vilka avsåg att lugna utländska katolikers bekymmer för påvens ställning under den nya regimen, innehöll lagen även en rad bestämmelser, delvis förverkligande det Cavourska programmet "Fri kyrka i fri stat"; kungen avstod bl.a. från sin utnämningsrätt till vissa kyrkliga ämbeten, och den kyrkliga domsrätten erkändes i andliga och disciplinära mål.
Även i fall då påven protesterade mot garantilagen och vägrade att ta emot årsanslaget, följdes lagen från den italienska statens sida i allt väsentligt. Årsanslaget bokfördes som italienska statens skuld till den heliga stolen, dock med preskription efter fem år, så att påven vid en eventuell försoning endast kunde lyfta högst fem års anslag med därtill kommen ränta. 